# Beglerbeg
Beglerbeg (tur. beylerbeyi: beg begova, gospodar nad gospodarom; mn. beglerbegovi, beglerbezi).
U prvo vrijeme, beglerbeg je bio najviši čin u osmanskoj vojsci, sultanov vrhovni zapovjednik vojske. Kasnije, do upravne reforme u prvoj polovini XIX. stoljeća taj naslov su nosili vojni i građanski (generalni) guverneri, koji su u ime sultana vršili vlast u velikim oblastima (begelbeglucima, zapravo ejaletima ili vilajetima Turskog (Osmanskog) Carstva. Beglerbeg je imao, uz ostalo, ovlaštenje da postavlja i razrješava službenike i dodjeljuje i oduzima beratom (dekretom) manje timara (vlastelinstva) u svojoj oblasti. Tursko Carstvo najprije je bilo podijeljeno na dva beglerbegluka: anatolijski, u kojem su bile azijske zemlje, odnosno rumelijski sa sjedištem u Sofiji, u kojem su bile europske zemlje pod turskom vlašću. Širenjem carstva u europskom dijelu izdvajaju se zasebni beglerbegluci: Bosanski pašaluk, Budimski pašaluk i Temišvarski pašaluk. Taj naslov nestao je 1922. godine kad je uspostavljena republika. 
Na čelu Bosanskog, kao i svakog drugog pašaluka, stajao je begleerbeg s naslovom paše i to paše višeg ranga s najmanje dva tuga. Za prvog bosanskog beglerbega imenovan je Ferhad-beg (kasnije Ferhad-paša) Sokolović (1580. – 1588.), koji je dotle bio sandžak-beg Bosanskog sandžaka. Kad je Banjaluka postala sjedište Bosanskog beglerbegluka Ferhad-paša je u njoj (1579.?) podigao džamiju Ferhadiju. Za vlade sultana Selima I. beglerbeg Rumelije (a zatim vezir) postao je Ferhat-paša (Šibenik, oko 1484. – Smederevo, 1. studenoga 1524.), kasnije sandžak-beg Smederevskog sandžaka.
Prvim budimskim beglerbegom imenovan je vezir Sulejman-paša, podrijetlom Mađar.
Beglerbeg (u ELZ: beglerbej) bio je i Hajredin Barbarossa (Khair-ed-Din; oko 1465. – 1546.), zapovjednik turske mornarice od 1533., podrijetlom Grk. Taj čin dobio je nakon što je 1515. s bratom Horukom (Uruh, Urud ili Arudž, u engl. izvorima 'Aruj; 1473.? – 1518.) došao u pomoć alžirskom emiru i protjerao Španjolce iz Alžira te zemlju predao u tursku vlast. Beglerbej je bio i njegov sin i nasljednik Hasan Barbarossa, beglerbeg Afrike.

## Beglerbegluk
Beglerbegluk (tur. beylerbeylik), područje u Osmanskom Carstvu kojim upravlja beglerbeg; čast i dostojanstvo beglerbega; također beglerbegat. "Pošto su Turci osvojili Balkan, podijelili su ga na beglerbegluke. Bosna je 1580. g. postala beglerbegluk" (Abdulah Škaljić). Po Jovanu Radoniću "beglerbegati ili vilajeti dele se na manje vojne ... jedinice, sandžake" (Rečnik SANU). Stojan Novaković upotrebljava i oblik bejlerbeg, a zabilježen je i oblik beglen-beg (16. v., Petar Skok). Ivan Gundulić upotrebljava riječ beglerrbegstvo u značenju "vlast beglernegova".
Od riječi beglerbeg nastalo je prezime „Beglerbegović”.

## Poveznice
- Beg
- Atabeg